# Tuấn Tú
Phan Tuấn Tú là một diễn viên, người dẫn chương trình (MC), cựu người mẫu Việt Nam. Anh được biết đến là MC của chương trình Chiếc nón kỳ diệu, Hãy chọn giá đúng và diễn chính trong phim điện ảnh Đường thư, phim truyền hình Blog nàng dâu, Về nhà đi con, Những ngày không quên, Lựa chọn số phận và gần đây nhất là Anh có phải đàn ông không. Anh còn được biết khi là đồng dẫn ăn ý với MC Danh Tùng.

## Tiểu sử
Tuấn Tú sinh ngày 16 tháng 7 năm 1984 tại Hà Nội, bố anh là Phan Tuấn Khôi quê gốc Quảng Trị, cựu viên chức của Bộ Công Thương, cựu tham tán thương mại Việt Nam tại New Zealand và Philippines, anh trai là ca sĩ Phan (Tuấn) Anh.

## Sự nghiệp

### Thể thao
Tuấn Tú từng là cầu thủ khi khoác áo cho đội tuyển bóng đá U13 và U15 CLB Hà Nội ở vị trí thủ môn, sau đó anh chuyển sang đội U16 Thể Công và giúp đội tuyển giành được chức vô địch U16 toàn quốc. Năm 2003, anh được đôn lên đội hình U19 Thể Công thì gặp chấn thương ở bả vai trong lúc thi đấu với đội tuyển trẻ của Singapore, và buộc phải từ bỏ sự nghiệp bóng đá.

### Nghệ thuật
Tuấn Tú làm người mẫu từ năm 17-18 tuổi, qua các quán bar cho đến sân khấu hội chợ và tự ôn luyện thi vào trường Đại học Sân khấu Điện ảnh, tại trường anh từng được học nhạc với sự chỉ dạy của nhạc sĩ Giáng Son. Sau khi học năm thứ hai anh theo gia đình sang New Zealand du học.
Năm 2004, Tuấn Tú được tham gia đóng chính trong phim điện ảnh Đường thư và là quen biết Đặng Lưu Hà, người dẫn chương trình của mục Dự báo thời tiết. Và được Lưu Hà giới thiệu gặp Biên tập viên Thanh Thư, sau 4 tháng thực tập anh trở thành MC nam đầu tiên dẫn chương trình này. Sau đó, khi gameshow Chiếc nón kỳ diệu cần người thay thế vị trí của nhà báo Long Vũ, nhà báo Lại Văn Sâm đã bỏ qua 40 người nộp hồ sơ khác để chọn anh. Anh đảm nhận vị trí dẫn dắt chương trình Chiếc nón kỳ diệu từ đầu tháng 6/2006 đến hết cuối năm Quý Tỵ 2013. Năm 2010, Tuấn Tú đóng vai chính trong bộ phim truyền hình Blog nàng dâu và là người thể hiện 9 ca khúc trong phim, anh còn ý định sau đấy sẽ sản xuất album nhạc phim. Cũng trong năm này, anh Nam tiến và tham gia bộ phim Tóc rối của đạo diễn Nguyễn Minh Chung. Anh vào vai bác sĩ Bảo Nam, đóng cặp với Midu.
Năm 2011, Tuấn Tú chuyển công tác sang bộ công an khi nhận được quân hàm thượng úy, nhưng vẫn tham gia dẫn các chương trình của VTV3. Tuấn Tú giữ chức bí thư Đoàn Thanh niên Bộ Tư lệnh Cảnh sát cơ động, thuộc Bộ Công an.
Năm 2012, anh tham gia bộ phim Mặt nạ da người của đạo diễn NSƯT Mai Hồng Phong. Anh vào vai bác sĩ Huy, một bác sĩ trẻ có nhiều thủ đoạn với phụ nữ.
Cuối năm Quý Tỵ 2013, anh tạm ngừng các hoạt động ở Đài Truyền hình Việt Nam để đợi đến khi vợ sinh con.
Tháng 1/2016, Ban Bí thư Trung ương Đoàn trao quyết định chuyển anh về giữ chức phó trưởng Ban Tuyên giáo Trung ương Đoàn Thanh niên với hàm Thiếu tá.
Cuối năm 2018, Tuấn Tú chuyển sang làm phó trưởng đoàn của một đoàn nghệ thuật thuộc lực lượng công an. Cùng năm này, anh bắt đầu trở lại làm diễn viên với vai Quốc trong bộ phim truyền hình Về nhà đi con, và làm MC tại chung kết Hoa hậu Việt Nam 2018.
Năm 2020, anh tiếp tục góp mặt với vai Quốc trong phim Những ngày không quên và thẩm phán Quang trong bộ phim truyền hình Lựa chọn số phận. Đây là vai phản diện đầu tiên của anh trên màn ảnh nhỏ.
Năm 2021, anh tham gia bộ phim 11 tháng 5 ngày, đóng cặp với Khả Ngân. Anh vào vai Thuận, bạn trai của Tuệ Nhi.
Năm 2022, anh tham gia bộ phim Anh có phải đàn ông không của đạo diễn Trịnh Lê Phong, đóng cùng Nhan Phúc Vinh và Hà Việt Dũng. Anh vào vai Duy Anh, một người đàn ông làm nội trợ để vợ thỏa sức niềm đam mê kinh doanh.
Nàm 2023, Tuấn Tú tham gia bộ phim Món quà của cha do Vũ Minh Trí làm đạo diễn. Anh vào vai Trọng Nghĩa, con trai cả của ông Nhân (NSƯT Võ Hoài Nam), anh trai của Hiếu (Duy Khánh) và Thảo (Nguyễn Ngọc Huyền).
Năm 2024, Tuấn Tú góp mặt trong bộ phim Người một nhà của đạo diễn Trịnh Lê Phong. Anh vào vai Tuệ, em trai sinh đôi của Trí (Duy Hưng), chồng Khanh (Thanh Hương) và bố của bé Mầm.

## Đời tư
Tháng 8 năm 2012, Tuấn Tú kết hôn với Thanh Huyền, vợ anh từng sảy thai và phải 3 năm sau họ mới sinh một cậu con trai, tên là Kỳ Nam - đặt theo tên nhân vật Kỳ Nam của anh trong phim Tóc rối. Tuấn Tú là con rể của Trung tướng Nguyễn Văn Vượng, nguyên Tư lệnh Bộ Tư lệnh Cảnh sát Cơ động; vợ anh là một nhân viên của Bộ Ngoại Giao.

## Một số phim truyền hình và phim điện ảnh tham gia

### Truyền hình
| Năm  | Tựa phim                  | Vai diễn                | Đạo diễn                         | Kênh | Chú thích |
| ---- | ------------------------- | ----------------------- | -------------------------------- | ---- | --------- |
| 2004 | Bức ảnh còn lại           | Sơn                     |                                  | VTV1 |           |
| 2005 | Lãnh địa đen              | Phan Ngọc Tiền          | Mai Hồng Phong                   | VTV1 |           |
| 2005 | Đời chè                   | Quân                    | Trần Lực, Đặng Thu Trang         | VTV3 |           |
| 2007 | Đường về nhà              | Phan Hồng               | Lê Dân                           | HTV7 |           |
| 2010 | Blog nàng dâu             | Hùng                    | Mai Hồng Phong                   | VTV3 |           |
| 2010 | Tóc rối                   | Kỳ Nam                  | Nguyễn Minh Chung                | HTV7 |           |
| 2011 | Vòng tròn cạm bẫy         | Thiên Bảo               | Bùi Tuấn Dũng                    | VTV1 |           |
| 2012 | Mặt nạ da người           | Bác sĩ Huy              | Mai Hồng Phong                   | VTV3 |           |
| 2019 | Về nhà đi con             | Quốc                    | Nguyễn Danh Dũng                 | VTV1 |           |
| 2020 | Những ngày không quên     | Quốc                    | Nguyễn Danh Dũng, Trịnh Lê Phong | VTV1 |           |
| 2020 | Lựa chọn số phận          | Quang                   | Mai Hồng Phong, Bùi Quốc Việt    | VTV1 |           |
| 2021 | 11 tháng 5 ngày           | Thuận                   | Nguyễn Đức Hiếu, Lê Đỗ Ngọc Linh | VTV3 |           |
| 2022 | Anh có phải đàn ông không | Duy Anh                 | Trịnh Lê Phong                   | VTV3 |           |
| 2023 | Nhà mình lạ lắm           | Quang Hải               | Đinh Tuấn Vũ                     | K+   |           |
| 2023 | Món quà của cha           | Nghĩa                   | Vũ Minh Trí                      | VTV3 |           |
| 2024 | Người một nhà             | Nguyễn Trí Tuệ          | Trịnh Lê Phong                   | VTV3 |           |
| 2025 | Có anh, nơi ấy bình yên   | Thiếu tá Trần Trọng Huy | Nguyễn Danh Dũng                 | VTV1 |           |

### Điện ảnh
| Năm  | Tựa phim        | Vai diễn | Đạo diễn      |
| ---- | --------------- | -------- | ------------- |
| 2005 | Đường thư       | An       | Bùi Tuấn Dũng |
| 2006 | Hà Nội, Hà Nội  | Sơn      | Bùi Tuấn Dũng |
| 2007 | Vũ điệu tử thần | Long     | Bùi Tuấn Dũng |

## Một số chương trình truyền hình tham gia

### Chiếc nón kỳ diệu
Anh đảm nhận dẫn dắt chương trình này thay thế vị trí của nhà báo Long Vũ từ số phát sóng ngày 3/6/2006 cho đến hết cuối năm Quý Tỵ 2013. Ngoài ra, nhà báo Lại Văn Sâm và nhà báo Lưu Minh Vũ là nhân tố mới của chương trình. Từ đầu năm Giáp Ngọ 2014, anh không phải ở vị trí này vì lý do bận việc cá nhân riêng của mình. Người kế nhiệm vị trí của anh là MC Danh Tùng.

### Hãy chọn giá đúng
Anh cùng với MC Hoàng Linh đảm nhận dẫn dắt chương trình này thay thế vị trí của MC Hồng Phúc từ số phát sóng ngày 14/12/2019 cho đến khi chương trình kết thúc vào ngày 26/12/2020. Anh và MC Hoàng Linh cũng là 2 người cuối cùng dẫn dắt chương trình này.

### Cầu thủ nhí
Anh dẫn dắt chương trình ở mùa thứ 8.

### Cuộc sống tươi đẹp
Anh cùng với 1 số MC khác dẫn dắt chương trình trong suốt thời gian phát sóng.

### Cao thủ đối đầu tranh thủ
Anh dẫn dắt chương trình trong suốt thời gian phát sóng.

### Alo Tết 2021
Anh dẫn dắt chương trình vào dịp Tết Tân Sửu 2021.

### Ngôi nhà âm nhạc
Anh dẫn chương trình cùng với MC Yến Trang trong năm 2012.

### 1 ngày với VTV
Anh dẫn dắt chương trình trong dịp kỷ niệm 43 năm ngày phát sóng chương trình đầu tiên của VTV.

### Cười lên Việt Nam ơi
Anh dẫn chương trình trong suốt thời gian phát sóng.

### Lá xanh
Anh dẫn dắt chương trình cùng với Lê Bộng.

### Đẹp +84
Anh là trưởng tàu trong chuyến tàu đến với tỉnh Thái Nguyên từ ngày 24 đến ngày 28/3/2025, tỉnh Hưng Yên trong các ngày 15, 16, 17, 18 và 21/4/2025 và tỉnh Hà Nam từ ngày 2 đến ngày 6/6/2025.

### Người chơi - Khách mời
- Trò chơi âm nhạc - VTV3
- Bước nhảy hoàn vũ - VTV3
- Cho ngày hoàn hảo - VTV3
- TTV hội tụ - TTV
- Những mảng màu cuộc sống - VTV2
- Giác quan thứ 6 - VTV3
- Úm ba la ra chữ gì? - VTV3
- Vì bạn xứng đáng - VTV3
- Ơn giời, cậu đây rồi! - VTV3
- Nhanh như chớp nhí - HTV2
- VTV Awards - VTV1
- Ký ức vui vẻ - VTV3
- Hãy yêu nhau đi - VTV3
- Gặp gỡ diễn viên truyền hình - VTV3
- Sóng 22 - HTV2
- Khách sạn 5 sao - VTV3
- Lời tự sự - VTV3
- Chiếc nón kỳ diệu (14/5/2011) - VTV3
- Bóng đá là số 1 - VTV3
- Mái ấm gia đình Việt - HTV7
- Nhạp Mai - VTV3
- Chọn đâu cho đúng - VTV3

### Sự kiện khác
- 2020, VTV Awards 2020, đề cử Dẫn chương trình ấn tượng
- MC chung kết Hoa hậu Việt Nam 2018

### Quảng cáo
- Push Max chanh leo.
- Điện máy Xanh (Máy giặt Beko).
- Nước ngọt Tico (CTCP Bia rượu - Nước giải khát Hải Đà).
- Thông Xoang Tán.
- Shizuka mông Quỳnh Anh.

### Khách mời bình luận
- Bình luận Ngoại Hạng Anh (K+)